# Telamonia laecta
Telamonia laecta là một loài nhện trong họ Salticidae.
Loài này thuộc chi Telamonia. Telamonia laecta được Maciej Próchniewicz miêu tả năm 1990.